# Kroyerina scottorum
Kroyerina scottorum is een eenoogkreeftjessoort uit de familie van de Kroyeriidae. De wetenschappelijke naam van de soort is voor het eerst geldig gepubliceerd in 1972 door Cressey.